# Martin-Luther-Kirche (Harsewinkel)

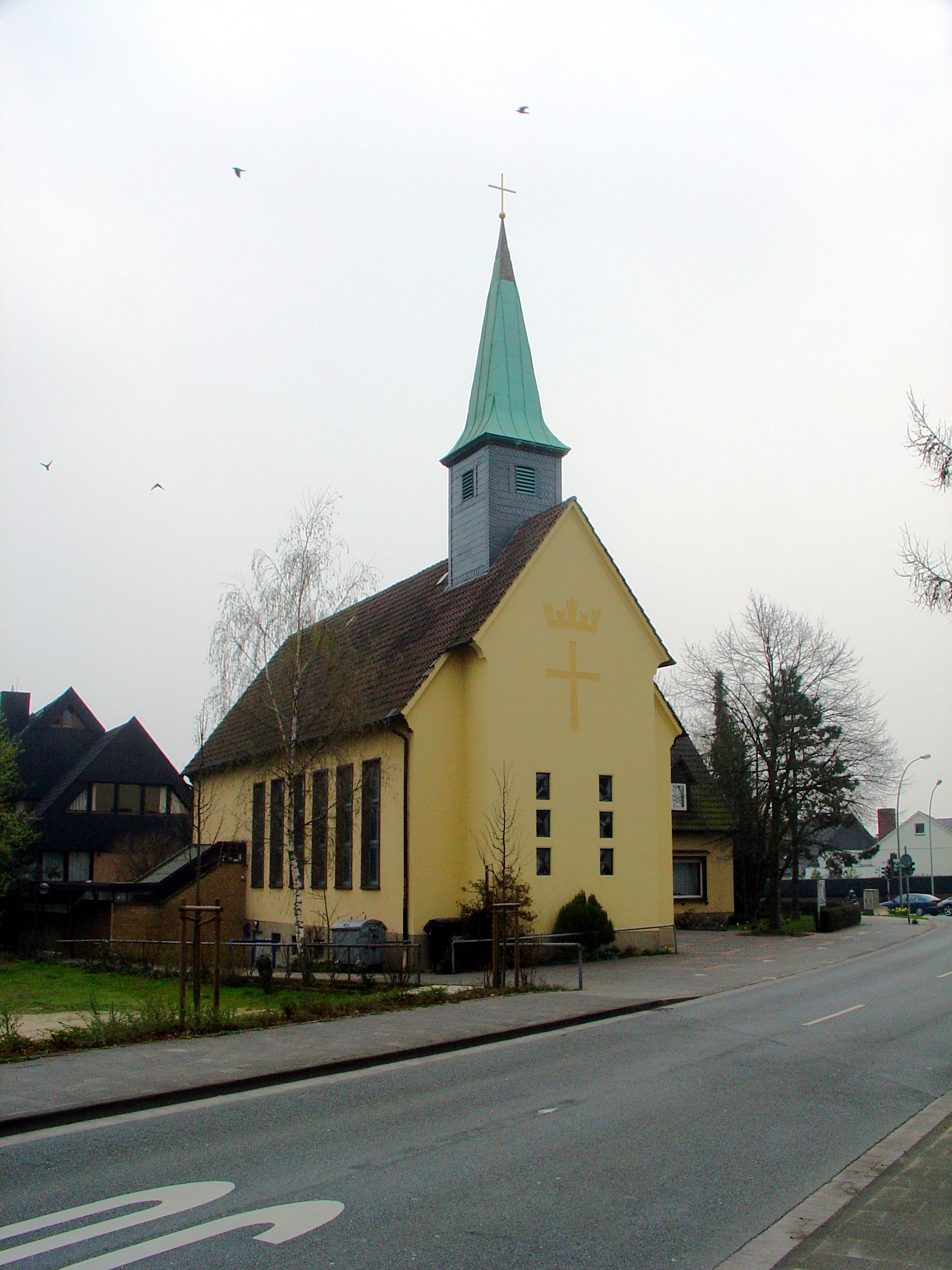

Die Martin-Luther-Kirche im ostwestfälischen Harsewinkel ist die Hauptkirche der evangelischen Kirchengemeinde. Zur Kirchengemeinde gehört auch die Christuskirche im Ortsteil Marienfeld. Verwaltungstechnisch gehören Kirche und Gemeinde zum Kirchenkreis Halle der Evangelischen Kirche von Westfalen.

## Geschichte
Die Bevölkerung in Harsewinkel ist ursprünglich katholisch. Im Jahr 1939 zählte die politische Gemeinde Harsewinkel 6.350 Einwohner, von denen 285 evangelisch waren; 166 lebten in Harsewinkel, 98 in Marienfeld und 21 in Greffen. Bereits 1923 entschied die Kirchenbehörde, dass die Evangelischen in Greffen zur Kirchengemeinde in Warendorf (Kirchenkreis Münster) gehören sollen, die Evangelischen in Harsewinkel und Marienfeld zur Kirchengemeinde in Brockhagen (Kirchenkreis Halle). Die Begründung lag in der Entfernung der Gemeinden.
Nach dem Zweiten Weltkrieg nahm die Zahl der Evangelischen im Amt Harsewinkel zu. Insbesondere kamen Vertriebene aus Münster, die jedoch später in ihre Heimat zurückkehrten. Ein Strom von Vertriebenen kam aus dem deutschen Osten, die größtenteils evangelisch waren. Sie stammten aus Gebieten jenseits der Oder-Neiße-Linie und insbesondere aus dem Kreis Reichenbach in Schlesien und aus dem Dorf Groß-Wilkau. Auf Grund dieser Zuwanderungen stieg die Zahl der Evangelischen in Harsewinkel im Jahr 1951 auf 636 und in Marienfeld auf 273 an. Da die evangelische Gemeinde Brockhagen somit 909 Gläubige zusätzlich zu betreuen hatte, wurde bereits ab 1947 ein zusätzlicher Seelsorger für den Bezirk Harsewinkel eingestellt.
Zunächst verfügte die evangelische Gemeinde über keinen eigenen Gottesdienstraum. Die katholische Kirchengemeinde St. Lucia stellte der Gemeinde ihre Kirche zur Verfügung. Weitere Gottesdienste fanden im Saal einer Gastwirtschaft statt, der bis Ende 1950 auch als Schulraum diente. Ab 1951 mietete die Gemeinde den Saal an und konnte ihn exklusiv nutzen. Am 1. April des Jahres folgte die Einweihung durch den Superintendenten Heuer aus Werther. Im selben Jahr wurde für Harsewinkel und Marienfeld eine Nebenstelle der Kirchenkasse Brockhagen eingerichtet.
Pfarrer Vethake kaufte ein Grundstück von 1.000 m² an der Kreuzung Clarholzer Straße / Umgehungsstraße und ließ dort zunächst das Pfarrhaus errichten, weil der Gemeindesaal in der Gastwirtschaft noch für mehrere Jahre angemietet war. Die Finanzierung des Bauvorhabens konnte weder von der Gemeinde Harsewinkel, noch von der Kirchengemeinde Brockhagen getragen werden. Der Bau erfolgte durch den Kirchenkreis Halle. Alle angeschlossenen Kirchengemeinden hatten mit einer Sonderumlage ihren Teil zum Bau beigetragen. Ein großer Teil der Baukosten wurde durch einen Kredit finanziert. Zum 1. März 1952 wurde die zweite Pfarrstelle von Brockhagen nach Harsewinkel verlegt. Martin Johannigmeier wurde am 30. November 1952 für diese Stelle gewählt und trat sie am 11. Januar 1953 an.
Mit Wirkung vom 1. Juli 1954 wurde die Evangelisch-Lutherische Kirchengemeinde Harsewinkel gegründet, die die evangelischen Gläubigen aus Harsewinkel und Marienfeld zusammenfasst. Die zweite Pfarrstelle aus Brockhagen ging dauerhaft an die neue Kirchengemeinde über. Mittlerweile befand sich nach dem Pfarrhaus auch die Kirche im Bau und konnte nach zehneinhalb Monaten fertiggestellt werden. Am 4. Juli 1954 erfolgte die Weihe durch Bischof D. Zenker. Die politische Gemeinde Harsewinkel stellte zur Altaraufstellung 1.000 DM zur Verfügung, die Firma Claas stiftete 40.000 Bausteine für den Bau und die Gemeinden des Kirchenkreises Halle steuerten durch eine Sonderumlage 100.000 DM bei.
Am 1. Mai 1957 wurde der evangelische Jona-Kindergarten eröffnet, und am 1. Juli des Jahres wurde eine Gemeindeschwesternstation eingerichtet. Am 10. September folgte das Richtfest für die Friedrich-von-Bodelschwingh-Schule, einer evangelischen Bekenntnisschule in Harsewinkel.
Im Jahr 1963 zählt die evangelische Kirchengemeinde 1.601 Gläubige, davon 1.252 in Harsewinkel und 355 in Marienfeld. 1964 konnte im Ortsteil Marienfeld die neue Christuskirche geweiht werden.

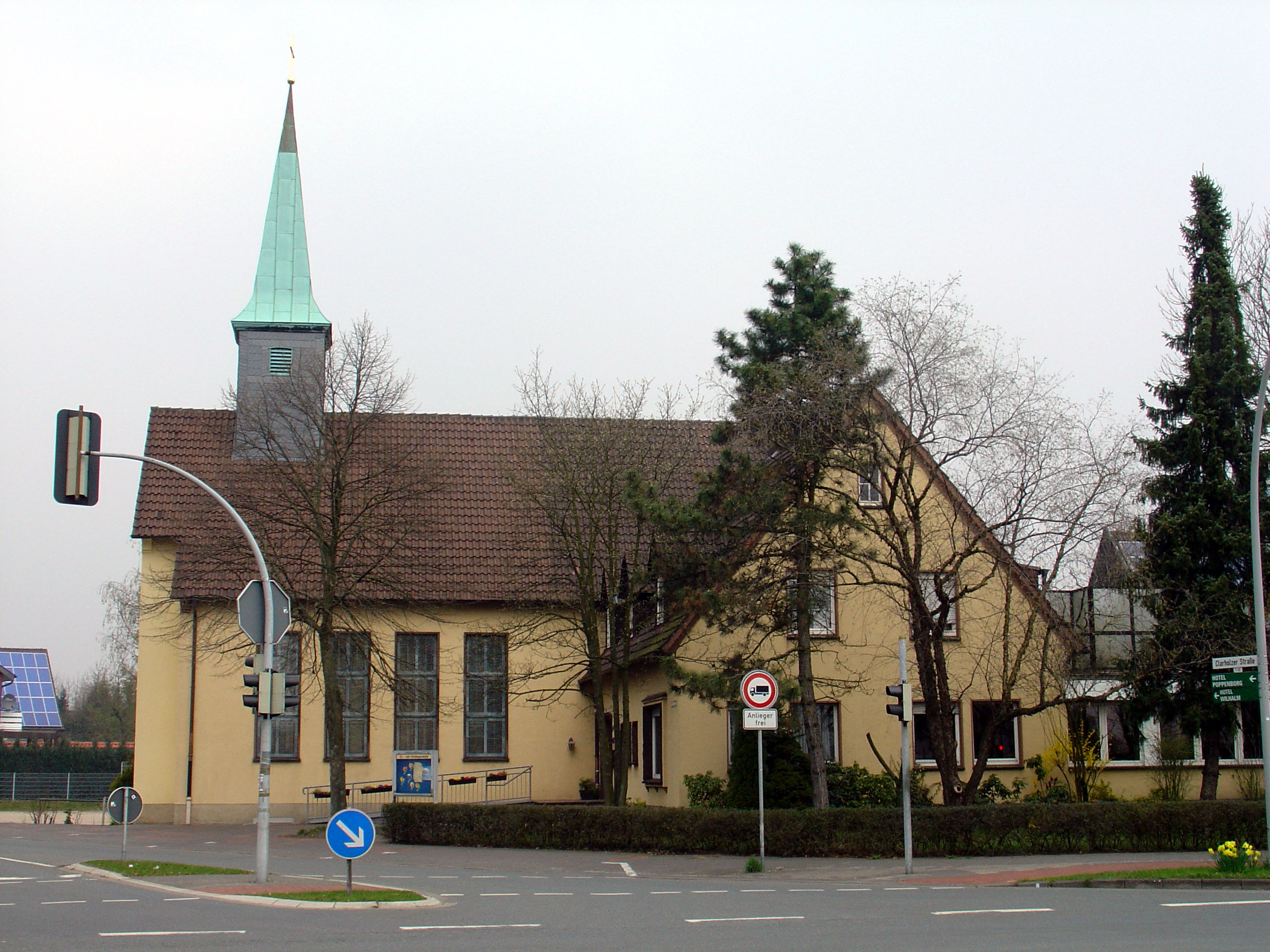
Seitenansicht der Martin-Luther-Kirche und des angrenzenden Gemeindezentrums

## Pfarrer der Gemeinde
1. Gerhard Scholz (1. März 1947 bis Mitte März 1951)
2. Gerhard Vethake (1951 bis 31. März 1953)
3. Martin Johanningmeier (11. Januar 1953 bis 1962)
4. Gerhard Backer (1. November 1962 bis 31. Januar 1974)
5. Werner Könitz (Hilfsgeistlicher Oktober 1975 bis Januar 1977, Pfarrer Februar 1977 bis 27. November 1983)
6. Martin Liebschwager (Hilfsgeistlicher 1. April 1984 bis 31. Dezember 1985, Pfarrer seit Januar 1986)
7. Jörg Eulenstein (Hilfsgeistlicher August 1996 bis 31. Januar 1998)
8. Markus Pape (Hilfsgeistlicher 1. September 2001 bis 31. Januar 2004, Pfarrer 1. Februar 2004 bis 15. Februar 2009)
9. Harald Klöpper (Pfarrer ab 26. Juli 2009 bis 31. März 2011)
10. Jörg Eulenstein (Pfarrer seit 1. August 2011)